# 阿索波斯谷
阿索波斯谷（Asopus Vallis）是火星门农尼亚区的一条河谷，其中心坐标位于南纬4.4度、西经149.7度处，全长33公里，以希腊维奥蒂亚州现代河流古名称-阿索波斯河所命名。